# Kasteeltuin

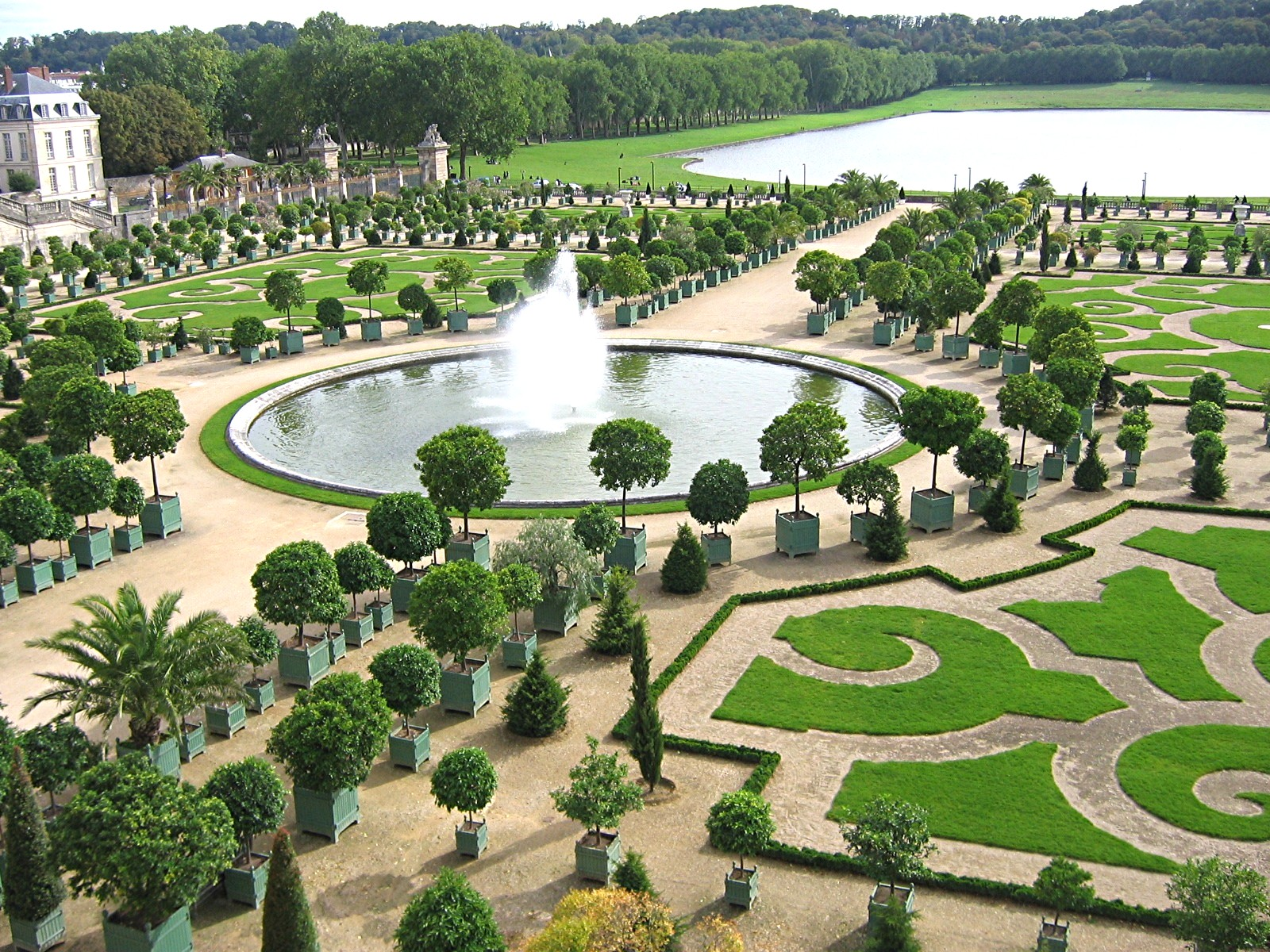
Kasteeltuin van Versailles

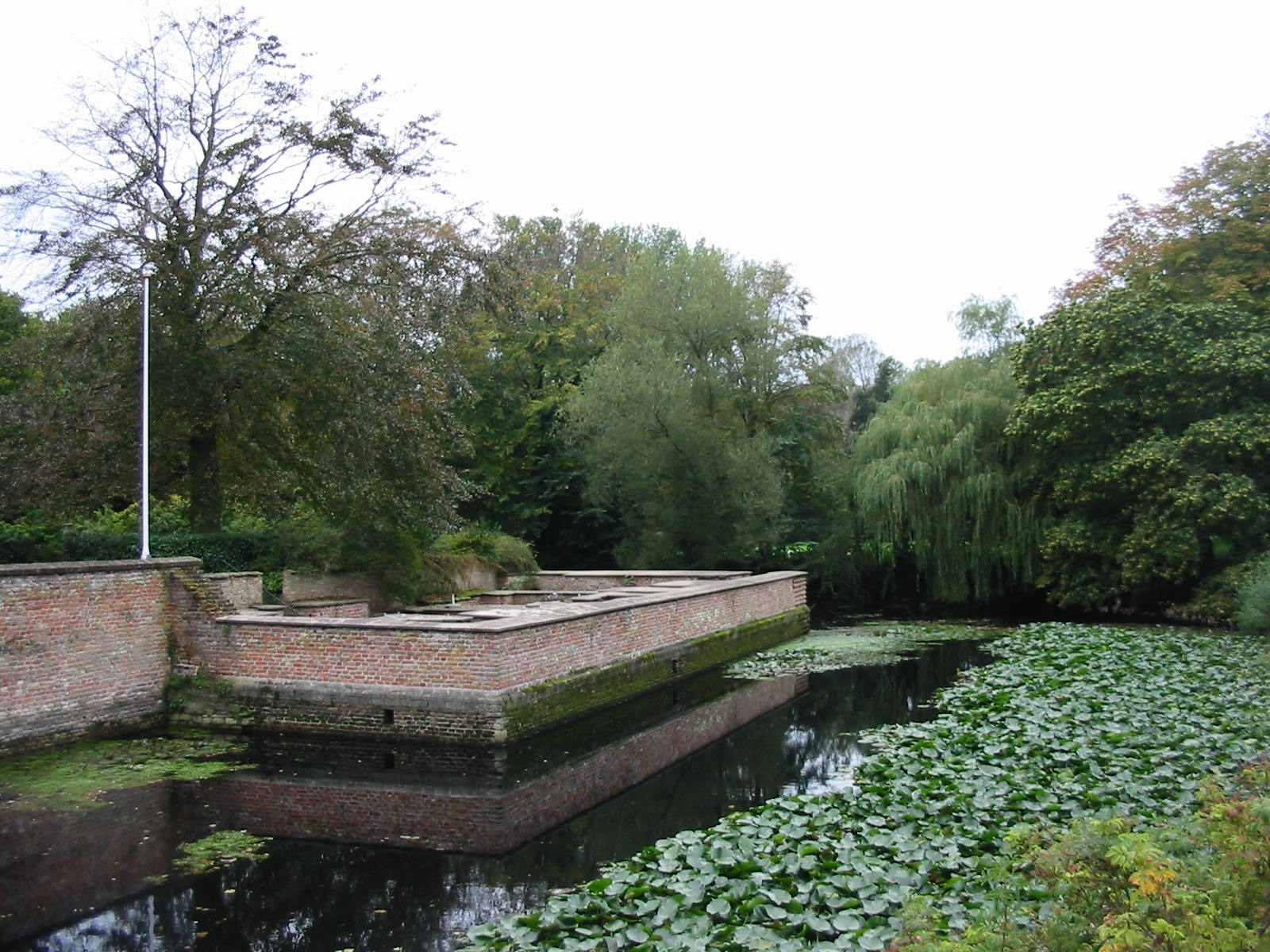
Tuin Slot Haamstede

Een kasteeltuin is een tuin, behorend bij een kasteel. De tuin ligt vanzelfsprekend in de directe omgeving van het kasteel. De kasteeltuin moet duidelijk onderscheiden worden van een kasteelpark. 
Verreweg de meeste kasteeltuinen zijn ofwel Engels ofwel Frans. De Franse tuin kent een strakke symmetrische opzet (zie bijvoorbeeld Paleis het Loo, Versailles. De Engelse tuin is 'romantischer' - de tuin lijkt meer op de natuur zelf. De Engelse tuin kent waterpartijen, bruggen, doorkijkjes, wandelpaden etc. Landgoed Duin en Kruidberg -nu een hotel - te Santpoort heeft een typische Engelse tuin, net als Landgoed Elswout in Overveen en Slot Haamstede in Haamstede, Zeeland. Ook Paleis Noordeinde in Den Haag beschikt aan de achterzijde van het Paleis over een Engelse tuin.
In het Limburgse dorp Arcen bevinden zich de Kasteeltuinen Arcen. 